# Стрипський заказник
Стри́пський зака́зник — гідрологічний заказник місцевого значення в Україні. Розташований на території Тернопільського району Тернопільської області, на північ від села Вовчківці.
Площа 23,1 га. Створений 2012 року. Перебуває у віданні Вовчківської та Перепельницької сільських рад.
Статус надано з метою збереження водно-болотного масиву у верхів'ї річки Вовчковецька Стрипа.